# 中途半端なスター
「中途半端なスター」（ちゅうとはんぱなスター）は、ファンキー加藤の楽曲で5枚目のシングル。2016年2月24日にドリーミュージックから発売された。

## 収録曲
全作詞・作曲：ファンキー加藤

### CD
1. 中途半端なスター [4:49]
編曲：田中隼人
マイナビ転職CMソング
2. 花鳥風月 [4:43]
編曲：soundbreakers
3. 急性ラブコール中毒 Part.3 [4:07]
編曲：soundbreakers

### DVD
1. 「中途半端なスター」VIDEO CLIP
2. 「中途半端なスター」VIDEO CLIP メイキング映像
3. 漢への道 番外編〜陸上競技編〜